# アドルフ・エルマン

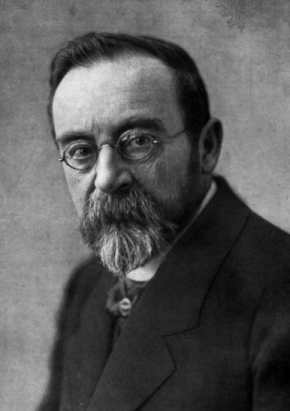

ヨハン・ペーター・アドルフ・エルマン（Johann Peter Adolf Erman、1854年10月31日 - 1937年6月26日）はドイツのエジプト学者。エジプト語文法書や巨大な『エジプト語辞典』の編纂で特に知られる。

## 生涯
エルマンはベルリンに生まれた。父方の祖先はジュネーヴからベルリンに移ってきたユグノーであり、ベルリンのフランス系社会に属していた。父のゲオルク・アドルフ・エルマンは物理学者である。母方の祖父は天文学者のフリードリヒ・ヴィルヘルム・ベッセルである。
ライプツィヒ大学でゲオルク・エーバースに、ベルリン大学でカール・リヒャルト・レプシウスにエジプト学を学んだ。
エルマンは王立プロイセン博物館附属図書館および古銭陳列室の助手をつとめた。1884年にレプシウスが没すると、その後任としてエジプト博物館の館長に就任した(1914年まで）。
1877年にベルリン大学の博士の学位を取得した。1881年にベルリン大学のエジプト学講師、1884年にレプシウスの後任として員外教授、ついで正教授に就任した。1923年に退官した後は名誉教授の地位にあったが、ナチス・ドイツ時代の1934年5月に、父方の祖母がユダヤ人である理由で（四分の一ユダヤ人）学部を逐われた。
1895年にプロイセン科学アカデミーの会員に選ばれた。

## 主な業績
エルマンは、ヒエログリフの解読に終始していた初期のエジプト学を、エジプト語文法の体系的な研究へと進めた。それまで異なる時代の言語をごちゃまぜに記述していたのに対し、エルマンはエジプト語文法の時代区分を行った。
- Neuägyptische Grammatik. Leipzig: Wilhelm Engelmann. (1880)（新エジプト語文法、1933年に改訂）
- Ägyptische Grammatik (2nd ed.). Berlin: Reuther & Reichard. (1902) [1894]（中エジプト語文法、1928年に4版）

エジプトの宗教に関しても著書がある。
- Die Ägyptische Religion. Berlin: Georg Reimer. (1905)
- Die Religion der Ägypter. Berlin: De Gruyter. (1934)

『古代エジプトとエジプト人の生活』は古代エジプト文明全体を広い視野から概観した書物である。
- Ägypten und ägyptisches Leben im Altertum. 1. Tübingen: H. Laupp'schen Buchhandlung. (1885) 巻2

1897年にエルマンは『エジプト語辞典』(Wörterbuch der ägyptischen Sprache)編纂プロジェクトを創始し、後半生の大部分をこの辞典のために費した。『エジプト語辞典』は全12巻（本体5巻・付録2巻の7巻と、出典5巻）からなり、最初の巻が1926年、最終巻が1961年に出版された（本体5巻は1931年までに出版）。

## 関連文献
- Bernd U. Schipper, ed (2006). Ägyptologie als Wissenschaft: Adolf Erman (1854-1937) in seiner Zeit. Walter de Gruyter. ISBN 3110186659